# Maccaradża mówi dość
Maccaradża mówi dość – trzeci studyjny album Toruńskiego duetu Macca Squad. Został wydany początkiem września 2011 r. Gościnnie występują Paluch, PTP, Sobota, Tony Jazzu oraz holenderski zespół Nouveau Riche. Płytę promuje teledysk do numeru „Goniąc Cel”.

## Lista utworów
Opracowano na podstawie źródła.
1. „Po Co”
2. „W Chmurach”
3. „Nie Jestem Ideałem” (gościnnie: Zawik)
4. „Tym Kim Są” (gościnnie: Tony Jazzu)
5. „Jaki Size Masz”
6. „Słów Zasób” (gościnnie: Buczer)
7. „Nie Chcę Być” (gościnnie: Paluch)
8. „Goniąc Cel”
9. „Przezwyciężyć To”
10. „To Wszystko”
11. „Weź To Sobie Na Łeb” (gościnnie: Zelo)
12. „Long Go” (gościnnie: Nouveau Riche)
13. „Maccaradża”
14. „Niezatapialny” (gościnnie: Brożas)
15. „Xanax” (gościnnie: Sobota)
16. „Ja Wiem” (gościnnie: Ania Florkiewicz)
17. „Puchacz” (Bonus Track)